# Дорофеев, Александр Иванович

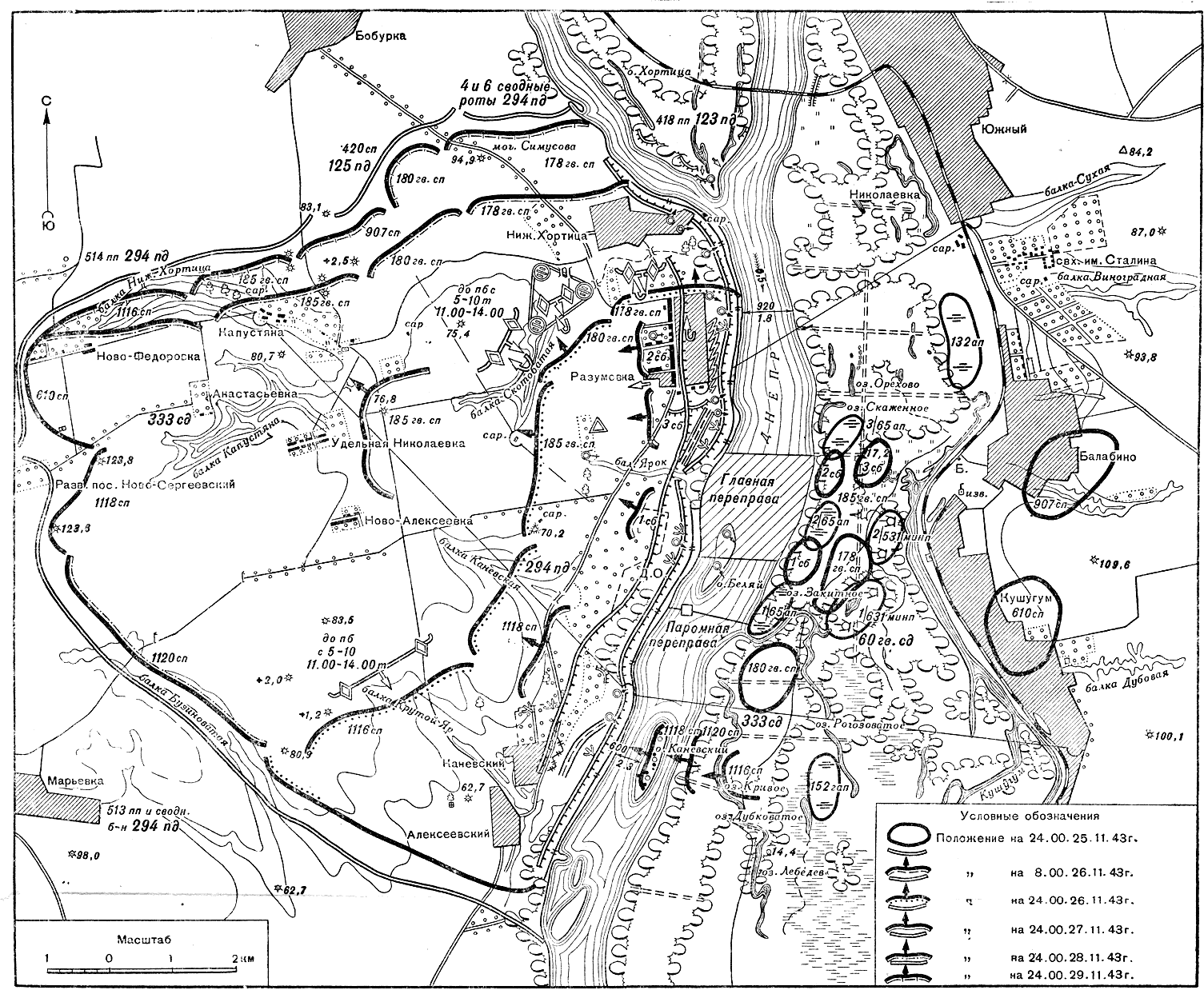
Форсирование Днепра. Боевые действия 185-го гв.стрелкового полка 60-й гв. сд. (26-29.11.1943 года).

Александр Иванович Дорофеев (1914-1944) — Гвардии лейтенант Рабоче-крестьянской Красной Армии, участник Великой Отечественной войны, Герой Советского Союза (1944).

## Биография
Александр Дорофеев родился в 1914 году в селе Овсянниково (ныне — Целинный район Алтайского края) в крестьянской семье. Окончил среднюю школу, затем два курса педагогического института, после чего работал учителем начальной школы. В 1938 году Дорофеев был призван на службу в Рабоче-крестьянскую Красную Армию. С сентября 1941 года — на фронтах Великой Отечественной войны. В 1942 году окончил Тамбовское кавалерийское училище. К ноябрю 1943 года гвардии лейтенант Александр Дорофеев командовал ротой  185-го гвардейского стрелкового полка 60-й гвардейской стрелковой дивизии 6-й армии 3-го Украинского фронта. Отличился во время битвы за Днепр.
25 ноября 1943 года Дорофеев со своей ротой переправился через Днепр и принял активное участие в захвате, удержании и расширении плацдарма. 26 ноября он одним из первых ворвался в село Разумовка Запорожского района Запорожской области Украинской ССР. В бою был ранен, но продолжал сражаться.
Указом Президиума Верховного Совета СССР от 22 февраля 1944 года гвардии лейтенант Александр Дорофеев был удостоен высокого звания Героя Советского Союза с вручением ордена Ленина и медали «Золотая Звезда».
24 октября 1944 года Дорофеев погиб в одном из боёв в Восточной Пруссии.

## Награды
- Медаль «Золотая Звезда»[1];
- Орден Ленина [2];
- Орден Отечественной войны I степени (19.11.1944); [1](24.10.1944);